# Danny Ecker
Danny Ecker, född 21 juli 1977 i Leverkusen i Västtyskland, är en tysk friidrottare (stavhoppare). Danny Ecker är son till Heide Rosendahl, olympisk mästare i längdhopp 1972 och den amerikanska basketbollspelaren John Ecker. Han tävlar för TSV Bayer 04 Leverkusen.
Ecker största merit är EM-guld inomhus 2007. Utomhus är den största meriten VM-bronset i Osaka 2007. Han deltog även vid Olympiska sommarspelen 2008 där han slutade sexa efter att ha klarat 5,70 meter

## Personliga rekord
Ecker tillhör den exklusiva skara som hoppat över 6 meter vilket han klarat inomhus. Utomhus är Eckers personliga rekord 5,93 vilket han klarade redan 1998. 